# Martin Ottesen (biokemiker)
 For alternative betydninger, se Martin Ottesen. (Se også artikler, som begynder med Martin Ottesen)
Martin Ottesen (født 14. december 1920 i Aalborg, død 3. juli 2018) var leder af Carlsberg Laboratorium i perioden 1959–1987.
I 1959 modtog han Ellen og Niels Bjerrums Kemikerpris.